# Reinhold Pommer
Reinhold Pommer (* 6. Januar 1935 in Zigartice; † 26. März 2014 in Schweinfurt) war ein deutscher Radrennfahrer, der 1956 eine olympische Bronzemedaille in der Mannschaftswertung des Straßenrennens gewann.

## Karriere
Pommer begann mit sieben Jahren Radsport zu betreiben und wurde später Mitglied des RMC 1950 e.V. in Schweinfurt. Höhepunkt seiner Karriere war die Teilnahme an den Olympischen Sommerspielen 1956 in Melbourne. Zuvor hatte er bei den Olympiaausscheidungsrennen im Straßenradsport 1956 in der Gesamtwertung den 2. Platz belegt. Als Mitglied der gesamtdeutschen Mannschaft belegte er im Einzelstraßenrennen den 18. Platz und gewann zusammen mit den DDR-Fahrern Gustav-Adolf Schur, Erich Hagen und Horst Tüller die Bronzemedaille in der Mannschaftswertung. In der Bundesrepublik wurde er dafür mit dem Silbernen Lorbeerblatt ausgezeichnet. Im selben Jahr wurde Pommer deutscher Vizemeister der Amateure im Einzelstraßenrennen. Bei den UCI-Straßen-Weltmeisterschaften der Amateure war er 1956 (17.) am Start. Er gewann in jener Saison auch das international besetzte Rennen Rund um Velbert.
1958 trat Pommer, der bisher als Fahrradmechaniker gearbeitet hatte, in das Berufsfahrerlager über und unterschrieb einen Vertrag beim Torpedo-Rennstall, der von der Schweinfurter Firma Fichtel & Sachs unterstützt wurde. Er blieb dem Team bis zum Ende seiner Laufbahn treu. Bei Torpedo traf er wieder auf Horst Tüller, der 1958 in die Bundesrepublik gewechselt war. Beide nahmen an der Tour de France 1958 teil, bei der Pommer allerdings nach der 10. Etappe aufgab. Zum zweiten Mal nahm Pommer 1961 an der Tour de France teil, die er aber bereits nach der ersten Etappe beenden musste. Auch bei der Straßen-Weltmeisterschaft 1958 stieg er vorzeitig aus.
Seinen einzigen beachtenswerten Sieg als Berufsfahrer errang Pommer 1959 bei dem französischen Etappenrennen Tour de l’Oise, bei dem er den zweiten Tagesabschnitt gewann. Er beendete das Rennen als 34. Zuvor hatte er 1958 beim deutschen Drei-Etappenrennen Grand Prix Bali in der Gesamtwertung Platz zwei hinter dem Weltmeister Rik Van Steenbergen erreicht. Ebenfalls 1959 erreichte er bei der traditionellen Luxemburg-Rundfahrt Platz zwölf. Neben seiner missglückten Tour-de-France-Teilnahme 1961 nahm Pommer im selben Jahr auch an der Deutschland-Rundfahrt teil, bei der er nach einem dritten Platz auf der dritten Etappe in der Endwertung den 34. Platz erreichte.
Wegen eines irreparablen Knieschadens musste Pommer 1962 seine Sportkarriere beenden und nahm eine Tätigkeit als Versicherungskaufmann auf, nachdem er zunächst eine Ausbildung zum Fahrrad-Mechaniker absolviert hatte.